# Felsővárosi református templom (Miskolc)
A felsővárosi református templom Miskolc Győri kapu városrészében található, a Győri kapu út és a József utca sarkán.

## Története
Egy új miskolci református templom megépítésének gondolata már 1948-ban felmerült (az akkori Nagyváthy és Füzes utca sarkán), de aztán feledésbe merült. Néhány évtized múlva ismét előtérbe került a gondolat, és ekkor az új templomot már a Tizeshonvéd utcára tervezték. Mivel más elképzelések is felmerültek a terület hasznosítását illetően, a helyszínt a Győri kapuba helyezték át, ahol nagy lakosságszámú paneles lakóterület épült.
A templom terveit Rostás László vezetésével az Arc Építész Iroda készítette. Az építészek a paneles környezettel kontrasztos képet adva nyerstéglás falakat és – a régi típusú templomokra utalva – kerített templomot terveztek az új helyre. Az építmény építészetileg három tömbre osztható:
- a kelet-nyugati tengelyű templomépület (altemplommal), amelyhez a torony az északkeleti sarkához épült,
- a templomot körbeölelő, a nyugati oldalon magasabb téglakerítés,
- a kerítés belső, nyugati oldalához illeszkedő kiszolgáló épületek (részben alápincézve, részben tetőtér-beépítéssel).

A kör alakú, tömör téglakerítésen a személybejárat az utcasarok felé nyílik, a torony közelében. Az előudvarról lehet bejutni a templomba, és innen közelíthető meg az altemplom is. A kiszolgáló részlegbe „olvasókertet”, könyvtárat és „pihenő-játszóudvart”, az elmélyülés helyszínének pedig „Tündér-kertet” is képzeltek.
A templom még nincs teljesen befejezett állapotban, de 2010 decemberében – a S.P.I.C. Művészeti Líceum diákjai által adott karácsonyi hangversennyel – a hívek használatba vették.